# Oligophyton drummondii
Oligophyton drummondii är en orkidéart som beskrevs av Hans Peter Linder och Graham Williamson. Oligophyton drummondii ingår i släktet Oligophyton och familjen orkidéer. Inga underarter finns listade i Catalogue of Life.